# Morgantown (Indiana)
Morgantown est une municipalité située dans le comté de Morgan, dans l’État de l'Indiana, aux États-Unis. Lors du recensement de 2020, elle comptait 1 014 habitants.